# Кугашево
Куга́шево (тат. Күгәш) — деревня в Тукаевском районе Республики Татарстан России. Входит в состав Семекеевского сельского поселения.

## География
Деревня находится в северо-восточной части Татарстана, в лесостепной зоне, на левом берегу ручья Кугашевского, вблизи реки Буклы, к югу от автодороги М7, в 26 км к юго-востоку от города Набережные Челны, административного центра района. 
Абсолютная высота — 114 метров над уровнем моря.

### Климат
Климат характеризуются как умеренно континентальный, с продолжительной холодной зимой и коротким жарким летом. Среднегодовая температура воздуха составляет 4 °С. Средняя температура воздуха самого холодного месяца (января) — −11,4 °C; самого тёплого месяца (июля) — 19,7 °C. Безморозный период длится в течение 143 дней. Среднегодовое количество атмосферных осадков составляет 551 мм, из которых 362 мм выпадает в период с апреля по октябрь. Снежный покров держится около 152 дней.

### Часовой пояс
Деревня Кугашево, как и весь Татарстан, находится в часовой зоне МСК (московское время). Смещение применяемого времени относительно UTC составляет +3:00.

## История
Известна с 1735 года. До 1860-х годов жители в сословном отношении делились на государственных крестьян и тептярей. Их основные занятия в этот период – земледелие и разведение скота.
По сведениям 1848 года, здесь была мечеть. 
В «Списке населенных мест по сведениям 1870 года», изданном в 1877 году, населённый пункт упомянут как деревня Кугашева 2-го стана Мензелинского уезда Уфимской губернии. Располагалась при речке Шиде, по правую сторону коммерческого тракта из Бирска в Мамадыш, в 28 верстах от уездного города Мензелинска и в 40 верстах от становой квартиры в селе Александровское (Кармалы). В деревне, в 74 дворах жили 532 человека (271 мужчина и 261 женщина, башкиры, татары), были мечеть, училище. Жители занимались земледелием, скотоводством.
По сведениям переписи 1897 года, в деревне Кугашева Мензелинского уезда Уфимской губернии жили 728 человек (367 мужчин и 361 женщина), все мусульмане.
В начале XX века в деревне были мечеть, мектеб, 2 крупообдирки, кузница, 3 бакалейные лавки. В этот период земельный надел сельской общины составлял 1254,2 десятины.
До 1920 года деревня входила в Бишинды-Останковскую волость Мензелинского уезда Уфимской губернии. С 1920 года в составе Мензелинского, с 1922 – Челнинского кантонов ТАССР. С 10 августа 1930 года в Челнинском, с 10 февраля 1935 года в Ворошиловском, с 29 ноября 1957 года в Яна-Юльском, с 12 октября 1959 года в Мензелинском, с 4 июня 1984 года в Тукаевском районах.
В 1930 году в деревне организован колхоз «Яна тормыш». С 1997 года сельскохозяйственный производственный кооператив «Ленар», с 2005 года общество с ограниченной ответственностью «Агрофирма «Кама».

## Население
| 1870 | 1897 | 1913 | 1920 | 1926 | 1949 | 1958 | 1970 | 1979 | 1989 | 2002 | 2010 | 2015 | 2020 |
| ---- | ---- | ---- | ---- | ---- | ---- | ---- | ---- | ---- | ---- | ---- | ---- | ---- | ---- |
| 532  | 728  | 1016 | 970  | 674  | 262  | 184  | 196  | 145  | 97   | 80   | 95   | 115  | 152  |

### Национальный состав
Согласно результатам переписи 2002 года, в национальной структуре населения татары составляли 99 % из 80 чел.

## Экономика
Жители занимаются мясо-молочным животноводством, овощеводством.

## Религия
В деревне действует мечеть «Авылдашлар» (с 1995 г.).